# Houtmansplantsoen
Het Houtmansplantsoen is een park in de binnenstad van de  Nederlandse stad Gouda.

## Geschiedenis
Het park werd vanaf 1830 aangelegd, toen er ruimte ontstond langs de singels door de afbraak van de stadsmuren. Aanvankelijk bestond het park uit een smalle groenstrook langs de stadssingel. In de tweede helft van de negentiende eeuw werd de singel verbreed en in werd een deel van het park, vanwege de aanleg van een stoomgemaal in 1856, vergraven. In 1893 werd het park uitgebreid met de achtertuin van het huis van burgemeester Van Bergen IJzendoorn aan de Oosthaven. In 1898 kreeg het park de naam Houtmansplantsoen. Ter hoogte van het park lag vroeger een deel van de stadsomwalling. Nog langer geleden bevond zich deels op het gebied van het plantsoen het Kasteel van Gouda.
Het park is vernoemd naar Cornelis en Frederik de Houtman, de twee Goudse broers die in 1595 met de eerste Nederlandse expeditie naar Oost-Indië voeren. In het park bevindt zich sinds 1880 een monument voor de twee broers, met het opschrift: "aan de gebroeders Cornelis en Frederik de Houtman, inboorlingen en burgers van Gouda...grondleggers van het verbond van Nederland met Insulinde." Andere gedenktekens zijn er voor burgemeester Van Bergen IJzendoorn en voor Koningin Wilhelmina en Koning Willem Alexander (Koningslinden). Verder bevindt zich in het park een muziekkoepel, gebouwd in 1898 naar een ontwerp uit 1893, Aan de rand van het park staat de korenmolen 't Slot.
In het Houtmansplantsoen vinden enkele evenementen plaats. In de zomer vinden er in de muziektent in het plantsoen op zondagmiddag door de Stichting Evenementen Gouda (SEG) georganiseerde gratis concerten plaats - de zogenoemde Houtmansplantsoenconcerten.
Het Houtmansplantsoen is, evenals de muziektent en enkele gedenktekens in het park, ingeschreven in het rijksmonumentenregister.

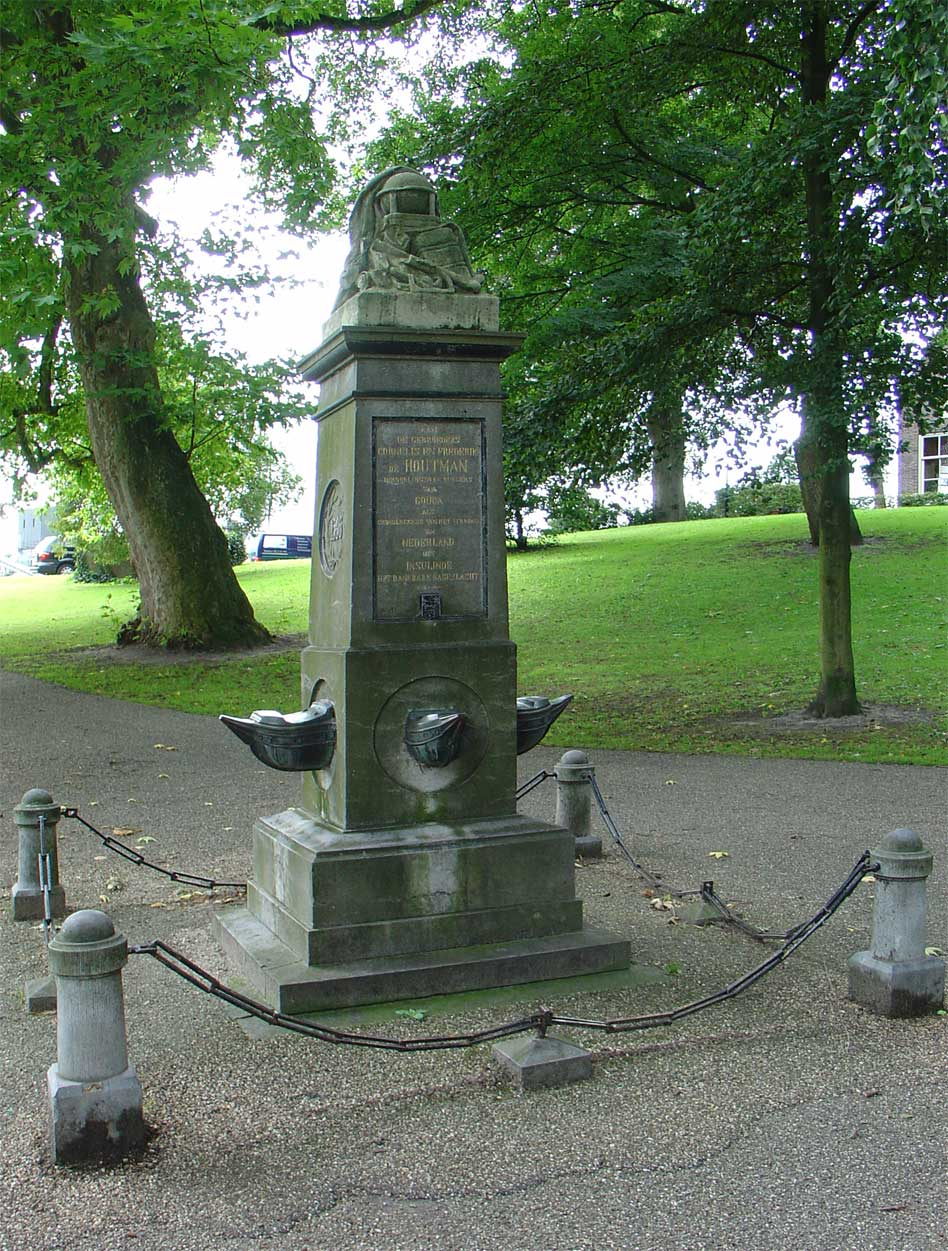
Monument voor de gebroeders Cornelis en Frederik de Houtman
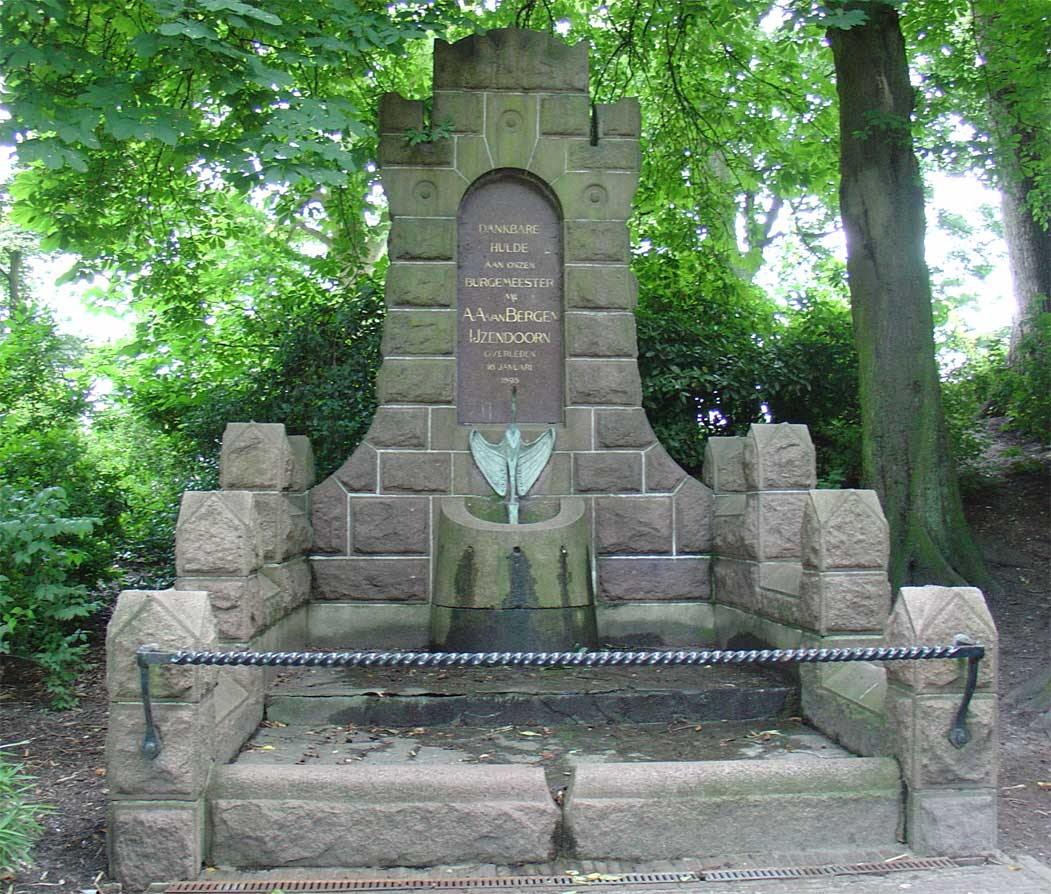
Van Bergen IJzendoornmonument
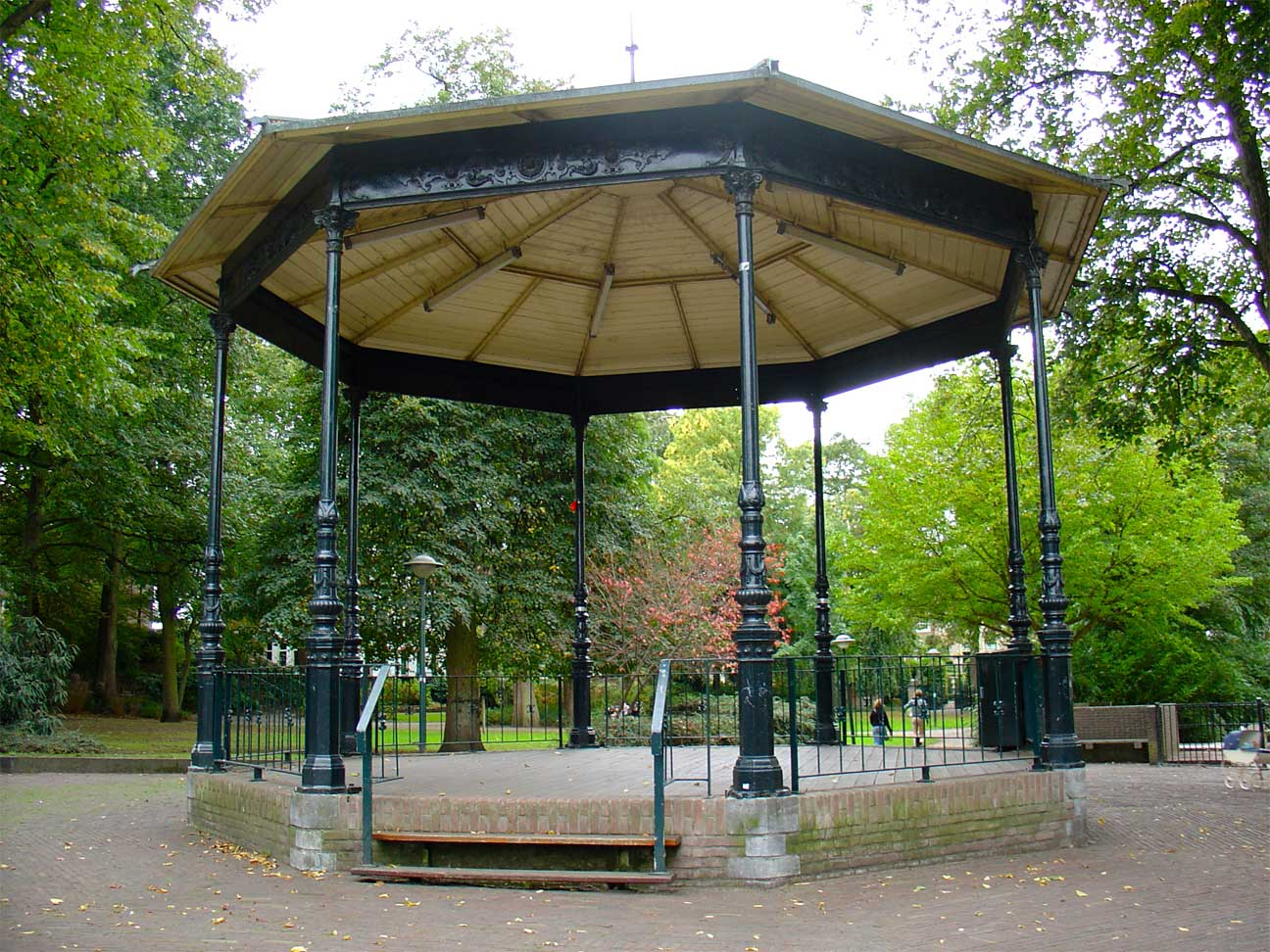
De muziektent in het Houtmansplantsoen